# 반케토니 예배당

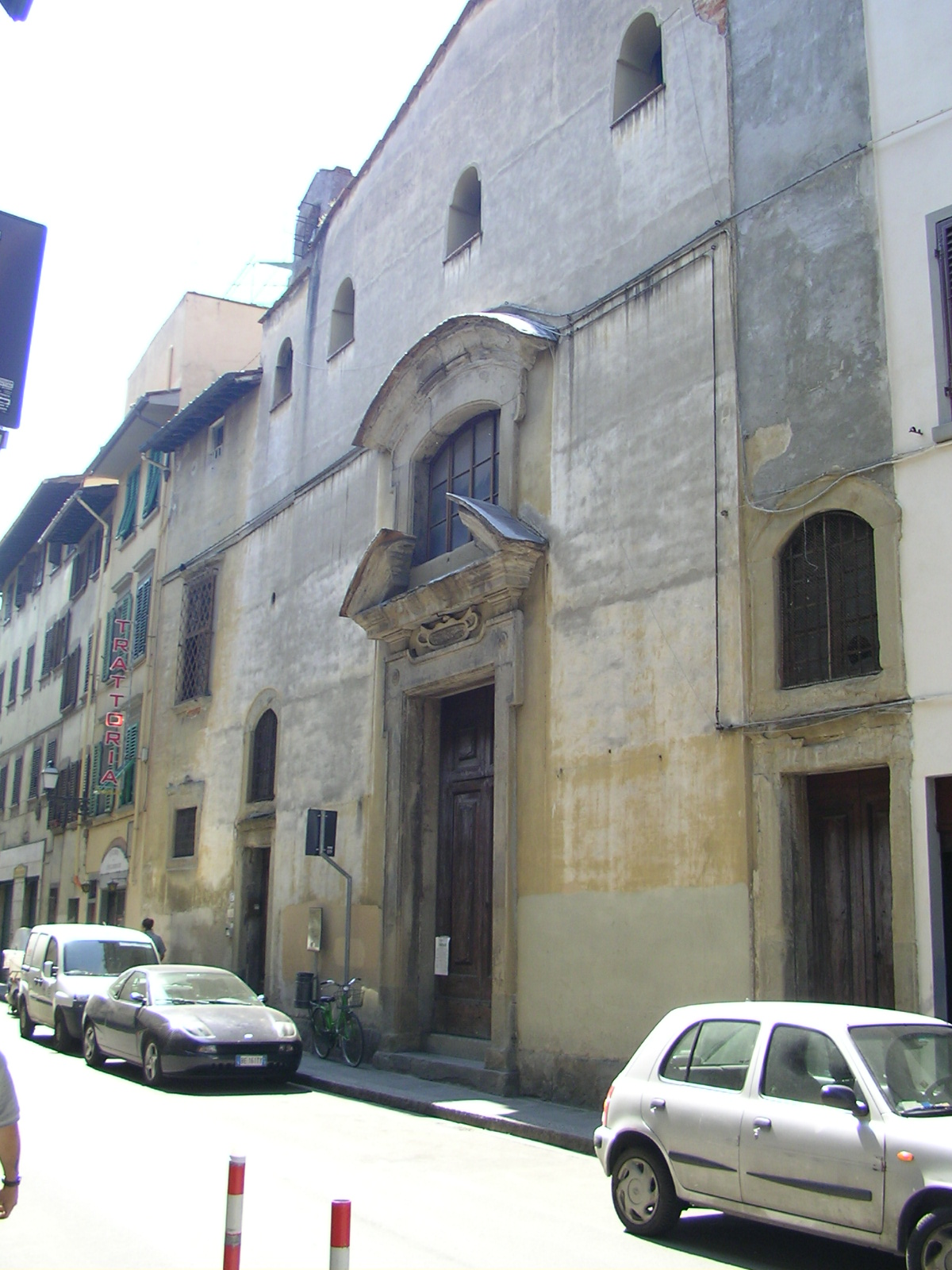
반케토니 예배당

반케토니 예배당(Oratorio dei Vanchetoni)은 이탈리아 토스카나 지방의 피렌체에 있는 '성 프란체스코 성심회'를 위한 로마 가톨릭교회의 예배소이다.

## 역사
'성 프란체스코 성심회'는 이폴리토 갈란티니 (1565년-1619년)가 세웠고, 기독교 교리에 따라 가난한 아이들을 교육하는 목적을 띠었다. 성심회의 회원들은 이들의 조용히 걷는 습관 때문에 '반케토니'(vanchetoni), 그리고 참회 목적의 스스로의 몸을 때리는 데 쓰는 막대기를 가리키는 '바케토니'(bacchettoni)로 불렸다.
성심회 건축물은 1602년-1604년에 걸쳐 마테오 니게티와 조반니 니게티 형제가 설계하여, 오니산티 교회의 한때 과수원이었던 부지에 지어졌다. 성심회 회원들이 모이는 기다란 홀에 1603년과 1649년 사이 조반니 마르티넬리, 도메니코 풀리아니, 발다사레 프란체스키니 일 볼테라르노, 체코 브라보, 로렌초 리피 등이 'quadri riportati' 식으로 성인들의 프레스코화를 그려 넣었다. 갈라티니는 사후인 1765년에 가경자가 되었고, 1825년에는 시복이 되었다.
오늘날, 반케토니 예배당은 실내악 연주회와 소규모 미팅 자소로 쓰인다.